# Oreostruthus fuliginosus
Il diamante di montagna (Oreostruthus fuliginosus De Vis, 1897) è un uccello passeriforme della famiglia degli Estrildidi.

## Tassonomia
Se ne riconoscono tre sottospecie:
- Oreostruthus fuliginosus fuligginosus, la sottospecie nominale, diffusa nella porzione sud-orientale della Papua Nuova Guinea;
- Oreostruthus fuliginosus hagenensis Mayr & Gilliard, 1954, diffusa nella porzione centrale della Nuova Guinea;
- Oreostruthus fuliginosus pallidus Rand, 1940, diffusa in Irian Jaya;

Questo uccello rappresenta l'unica specie ascritta al genere Oreostruthus De Vis, 1898.
La posizione di questa specie nell'ambito della famiglia degli estrildidi è ancora poco chiara: si pensa che essa rappresenti un clade piuttosto basale, e come tale sia vicina ai diamanti del genere Stagonopleura.
Il nome scientifico del genere deriva dall'unione delle parole greche ωραίο (oréo, "opale") e στρουθός (struthos, "passero"), col significato di "passero opalescente" o "bello", mentre il nome della specie deriva dal latino fuliginosus, "pieno di fuliggine", in riferimento alla colorazione grigiastra sfumata di rosso di questi uccelli.

## Distribuzione ehabitat
Il diamante delle montagne è endemismo della Nuova Guinea, della quale (come intuibile dal nome comune) abita le zone montuose centrali a un'altezza compresa fra i 2800 m (sebbene sia possibile osservarne esemplari isolati anche a quote più basse) ed il limite della vegetazione arborea, che si riscontra generalmente attorno ai 3700 m di quota. L'habitat di questi uccelli è costituito dalle aree di foresta montana con presenza di radure erbose più o meno estese.

## Descrizione

### Dimensioni
Pur essendo una delle specie di maggiori dimensioni fra gli estrildidi, il diamante di montagna ha comunque dimensioni piuttosto contenute, raggiungendo al massimo i 13 cm di lunghezza per 19 grammi di peso.

### Aspetto
Si tratta di uccelli dall'aspetto massiccio, con un forte becco conico ed una certa somiglianza, almeno superficiale, con i passeri.

La colorazione è bruna su testa, petto, dorso, ali e coda, con tendenza a sfumare nel grigiastro nella zona cefalica e a scurirsi su ali e coda, dove sono inoltre presenti bande trasversali più scure. La parte inferiore del petto, il ventre e i fianchi sono di colore rossiccio, così come rossi sono il codione e le punte di timoniere e remiganti: la colorazione rossa è più accesa ed estesa nel maschio rispetto alla femmina. Il becco è rosso in ambedue i sessi, le zampe sono di colore carnicino-bluastro, gli occhi sono bruno-nerastri.

## Biologia

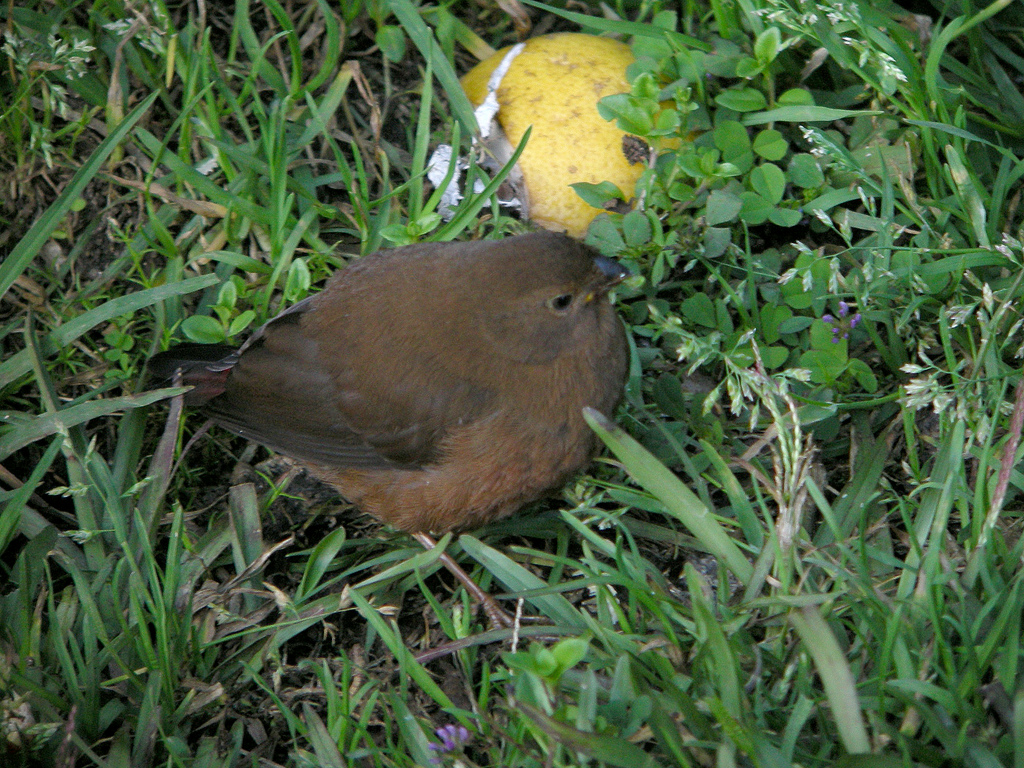
Un giovane diamante di montagna al suolo, nei pressi di Mount Hagen: notare il becco ancora nero e l'assenza del rosso nel piumaggio.

Si tratta di uccelli che tendono a vivere da soli, in coppie o al più in piccoli gruppi familiari, che passano la maggior parte della giornata muovendosi nella foresta pluviale alla ricerca di cibo, rifugiandosi poi nel folto della vegetazione durante la notte.

### Alimentazione
La dieta di questi uccelli è fondamentalmente granivora, pur comprendendo una percentuale abbastanza importante (in rapporto ad altre specie di estrildidi) di frutta, bacche e piccoli insetti ed artropodi.

### Riproduzione
Finora è stato osservato un solo nido appartenente a questi uccelli, trovato durante una spedizione nelle aree dove essi vivono: si trattava di una struttura ellissoidale di circa 24 cm di diametro costituita da steli d'erba, foglie nastriformi, ramoscelli e piume intrecciati e situato a circa due metri d'altezza su un albero di Pandanus tectorius. Per il resto, non si conosce ancora nulla delle abitudini riproduttive di questi uccelli, tuttavia si pensa che esse non differiscano significativamente per modalità e tempistica da quelle degli altri estrildidi.